# Горбачівська сільська рада
Горбачі́вська сільська́ ра́да — адміністративно-територіальна одиниця та орган місцевого самоврядування в Бобровицькому районі Чернігівської області. Адміністративний центр — село Горбачі.

## Загальні відомості
- Населення ради: 465 осіб (станом на 2001 рік)

## Населені пункти
Сільській раді були підпорядковані населені пункти:
- с. Горбачі (374 особи)
- с. Зелене (91 особа)

## Склад ради
Рада складалася з 12 депутатів та голови.
- Голова ради: Голота Катерина Іванівна
- Секретар ради: Ткаченко Микола Миколайович

### Керівний склад попередніх скликань
| Прізвище, ім'я, по батькові | Основні відомості                                                 | Дата обрання | Дата звільнення |
| --------------------------- | ----------------------------------------------------------------- | ------------ | --------------- |
| Голота Катерина Іванівна    | Сільський голова, 1952 року народження, освіта вища, позапартійна | 26.03.2006   | 31.10.2010      |
| Голота Катерина Іванівна    | Сільський голова, 1952 року народження, освіта вища, позапартійна | 31.10.2010   |                 |

Примітка: таблиця складена за даними сайту Верховної Ради України

### Депутати
За результатами місцевих виборів 2010 року депутатами ради стали:

#### За суб'єктами висування
| Суб'єкт висування | Кількість обраних депутатів | %    |
| ----------------- | --------------------------- | ---- |
| Самовисування     | 8                           | 66,7 |
| Партія регіонів   | 4                           | 33,3 |

#### За округами
| № округу        | Прізвище, ім'я, по батькові   | Дата визнання обраним | Освіта             | Партійна приналежність | Відомості про обраного депутата                    |
| --------------- | ----------------------------- | --------------------- | ------------------ | ---------------------- | -------------------------------------------------- |
| Партія регіонів |                               |                       |                    |                        |                                                    |
| 4               | Вальченко Любов Миколаївна    | 04.11.2010            | вища               | позапартійна           | Горбачівський НВК, вихователь                      |
| 9               | Оряп Іван Іванович            | 04.11.2010            | середня            | позапартійний          | Бобровицьке УГГ, слюсар з газо постачання          |
| 10              | Савченко Тетяна Володимирівна | 04.11.2010            | вища               | позапартійна           | Горбачівський навчально-виховний комбінат, вчитель |
| 12              | Шаповал Олексій Пилипович     | 04.11.2010            | середня спеціальна | позапартійний          | пенсіонер                                          |
| Самовисування   |                               |                       |                    |                        |                                                    |
| 1               | Оряп Василь Володимирович     | 04.11.2010            | середня            | позапартійний          | ПП «Агропрогрес», водій                            |
| 2               | Левченко Валентина Василівна  | 04.11.2010            | середня спеціальна | позапартійна           | ПП «Агропрогрес», тваринниця                       |
| 3               | Лесенко Надія Михайлівна      | 04.11.2010            | вища               | позапартійна           | Горбачівський навчально-виховний комбінат, вчитель |
| 5               | Ткаченко Микола Миколайович   | 04.11.2010            | вища               | позапартійний          | Горбачівська сільська рада, секретар               |
| 6               | Калініч Валентина Вікторівна  | 04.11.2010            | середня спеціальна | позапартійна           | СПД Шумейко Т. Т., продавець                       |
| 7               | Сидоренко Оксана Сергіївна    | 04.11.2010            | середня спеціальна | позапартійна           | ПП «Агропрогрес», обліковець                       |
| 8               | Олешко Валентина Миколаївна   | 04.11.2010            | середня            | позапартійна           | ПП «Агропрогрес», завскладу                        |
| 11              | Будюк Анатолій Михайлович     | 04.11.2010            | середня            | позапартійний          | ПП «Агропрогрес», механізатор                      |